# نظام النمسا السياسي

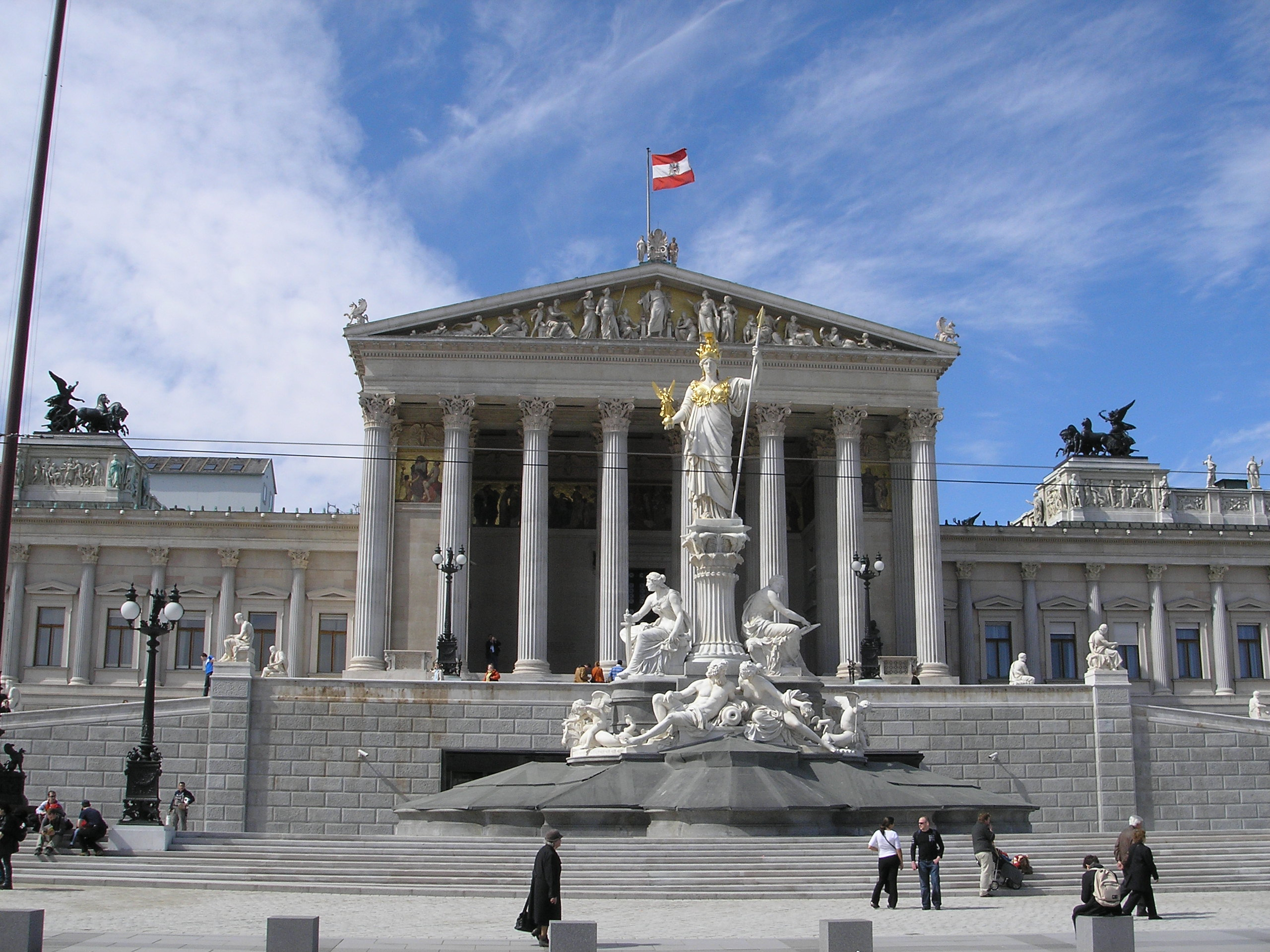

النمسا جمهورية ديمقراطية، وقانونها ينبثق من الشعب. هكذا تنص المادة 1 من الدستور الاتحادي. وقد ألغي نظام الديمقراطية البرلمانية في النمسا في 4 مارس 1933 م. ولم تتمكن النمسا من مزاولة سلطاتها كدولة منذ 13 مارس 1938 م نظراً لوقوعها تحت الاحتلال الألماني. وظلت النمسا جزءاً من «الرايخ الثالث» حتى أبريل 1945 م.
ومثلما حدث للجمهورية الأولى، فإنّ الأحزاب السياسية هي التي أسست الجمهورية بعد تحرير النمسا في أبريل 1945. واتفقت الأحزاب الثلاثة المعارضة للفاشية، وهي الحزب الاشتراكي النمساوي، والحزب المسيحي الاجتماعي (حالياً حزب الشعب النمساوي) والحزب الشيوعي النمساوي، على تشكيل حكومة مؤقتة برئاسة الدكتور كارل رينر وعلى إعلان استقلال النمسا. وصدر إعلان الاستقلال في 27 أبريل 1945 م. وتنحصر هذه المؤسسات على المستوى الاتحادي في :
1. رئاسة الجمهورية
2. البرلمان
3. المستشارية

## رئاسة الجمهورية
ورؤساء الجمهورية الثانية هم:-
- د. كارل رينر (1945 - 1951)
- تيودور كورنر (1951 - 1957)
- د. أدولف شيرف (1957 - 1965)
- فرانتس يوناس (1965 - 1974)
- د. رودولف كيرخشليغر (1974 - 1986)
- د. كورت فالدهايم (1986 - 1992)
- د. توماس كلستيل (1992 - 2006)
- هاينز فيشر (2006 - 2017 )
- د. الكسندر فان دير بيلن 2017 - حتى الآن

وفي الممارسة السياسية، تقدم الأحزاب السياسية مرشحيها لمنصب الرئاسة. ولكن الرؤساء الاتحاديين للجمهورية الثانية كانوا حريصين دائماً على ألاّ يراعوا سوى مصلحة الدولة ككل، لأنّ مناصبهم تسمو فوق الحزبية.
ويتولى الرئيس الاتحادي تمثيل الجمهورية في الخارج، وهو الذي يدعو المجلس الوطني لعقد دوراته، وينهي دورات الانعقاد. ويمكن للرئيس، في ظروف معينة، أن يحل المجلس الوطني، على ألاّ يحدث ذلك سوى مرة واحدة للسبب ذاته. ويقوم الرئيس بتعيين المستشار الاتحادي -الذي يكون عادة زعيم أقوى حزب في البلاد- كما يعين بقية أعضاء الحكومة بناء على اقتراح المستشار. ولا يمكن أن يشترك في الحكومة أي مرشح لا يوافق عليه الرئيس الاتحادي.
ومن واجبات رئيس الجمهورية إبرام المعاهدات الدولية، كما يؤدي محافظو المقاطعات الاتحادية اليمين القانونية أمامه عند تعيينهم. وهو الذي يصادق على توافق القوانين الاتحادية مع أحكام الدستور. وهو القائد الأعلى للجيش الاتحادي. والرئيس الاتحادي مسؤول قانونياً عن أي انتهاك لحرمة الدستور الاتحادي، ويمكن أن ينحى من منصبه باستفتاء شعبي.

## البرلمان
المجلس الوطني والمجلس الاتحادي -اللذان يتشكل منهما البرلمان- هما الهيئتان التشريعيتان للجمهورية.
يقوم المجلس الوطني بسن القوانين الاتحادية، وعلى كل حكومة اتحادية جديدة أن تقدم نفسها للمجلس الوطني. ويمكن للمجلس الوطني، عن طريق اقتراح حجب الثقة، أن يسقط الحكومة أو ينحي بعض أعضائها.
ويجسِّد المجلس الاتحادي بصفته ممثلاً للمقاطعات، إلى جانب المجالس والحكومات الإقليمية التسع، مبدأ الدولة الاتحادية. وكل مشروع قانون يوافق عليه المجلس الوطني يجب أن يُعرض على المجلس الإتحادي، الذي يمكنه الاعتراض عليه، ولكن هذا الاعتراض لا يؤدي إلاّ إلى تأجيل صدور القانون، إذ يمكن للمجلس الوطني، بالإصرار على موقفه، أن ينقض ذلك الاعتراض.
ويُنتخب أعضاء المجلس الوطني لمدة أربع سنوات على أساس حق الانتخاب المتساوي المباشر والسري والشخصي، ووفقاً لقاعدة التمثيل النسبي. وحق الانتخاب مكفول لجميع المواطنين النمساويين الذين أتموا يوم الانتخاب سن التاسعة عشرة. ويمكن للنمساويين المقيمين في الخارج الإدلاء بأصواتهم في الانتخابات والاستفتاءات بمقتضى قانون أصدره المجلس الوطني في عام 1990 م.
ويشترط في المرشحين أن يكونوا قد أتموا سن الحادية والعشرين. وفي عام 1993، دخل حيز النفاذ نظام جديد لانتخاب أعضاء المجلس الوطني يقضي بتحديد عدد المقاعد على ثلاثة مستويات مع الإبقاء على قاعدة التمثيل النسبي وتطبيق شرط الحصول على 4% من أصوات الناخبين على المستوى الاتحادي منعاً للإفراط في تشرذم الأحزاب. ويهدف النظام الجديد إلى تحسين الاتصال الشخصي بين الناخبين والمرشحين بتقليص حجم الدوائر الانتخابية، كما يهدف إلى زيادة تأثير الناخبين على التكوين الفعلي للمجلس الوطني، وذلك عن طريق التوسع في نظام الأصوات الامتيازية. ويتألف المجلس الوطني من 183 نائباً.
أما المجلس الاتحادي فيوفد نوابه من مجالس المقاطعات، وهو يتألف حالياً من 64 عضواً. وتُمثّل المقاطعات في المجلس الاتحادي تبعاً لعدد سكانها.
ويؤلف المجلس الوطني والمجلس الاتحادي معاً الجمعية الاتحادية، وأهم واجبات هذه الجمعية هو قبول اليمين القانونية التي يؤديها رئيس الجمهورية حين توليه منصبه، ويمكن للمواطنين الذين لهم حق الانتخاب أن يطلبوا اتخاذ إجراءات تشريعية معينة عن طريق استطلاع رغبات المواطنين. وأي تعديل شامل للدستور يجب أن يطرح للاستفتاء العام.

## المستشارية
يرأس الحكومة الاتحادية المستشار الإتحادي، الذي يدير بالاشتراك مع نائبه والوزراء الاتحاديين شؤون الحكم التي لا تندرج ضمن مسؤوليات الرئيس الاتحادي. ويمكن للوزراء الاتحاديين أن يستعينوا بوزراء دولة عند الحاجة. وحق التصويت في الحكومة الاتحادية مقصور على الوزراء الاتحاديين. ويجب أن تصدر القرارات بالإجماع. وتتناول قرارات الحكومة، ضمن جملة أمور، مقترحات القوانين التي تُحال إلى البرلمان كمشاريع قوانين.
كانت الحكومة المؤقتة التي ألّفها مستشار الدولة د. كارل رينر بعد إعادة تأسيس النمسا في عام 1945 تضم أعداداً متساوية تقريباً من سياسيي الحزب الاشتراكي النمساوي (SPO - الاشتراكيين الديمقراطيين)، وحزب الشعب النمساوي (OVP - المسيحيين الاجتماعيين)، والحزب الشيوعي النمساوي (KPO).
وبعد الانتخابات الأولى للمجلس الوطني في نوفمبر 1945، والتي حصل فيها الحزب الشيوعي النمساوي على أربعة مقاعد فقط من مجموع 165 مقعداً، بقي في الحكومة حتى عام 1947 وزير شيوعي واحد بجانب الوزراء الممثلين للحزبين الكبيرين. وباستثناء هذه الفترة، كانت الحكومات، منذ ديسمبر 1945 حتى إبريل 1966، حكومات ائتلافية بين حزب الشعب والحزب الاشتراكي، حيث كان المستشار يعين دائماً من حزب الشعب لكونه هو الحزب الأقوى آنذاك. وفي الفترة من إبريل 1966 إلى إبريل 1970 كان د. يوزف كلاوس مستشاراً لحكومة مكونة من حزب واحد هو حزب الشعب.
المستشارون الإتحاديون منذ عام 1945:
- 1945 - 1953 : المهندس ليوبولد فيغل (حزب الشعب)
- 1953 - 1961 : المهندس يوليوس راب (حزب الشعب)
- 1961 - 1964 : د. ألفونس غورباخ (حزب الشعب)
- 1964 - 1970 : د. يوزف كلاوس (حزب الشعب)
- 1970 - 1983 : د. برونو كرايسكي (الحزب الاشتراكي)
- 1983 - 1986 : د. فريد سينوفاتس (الحزب الاشتراكي)
- 1986 - 1997 : د. فرانتس فرانيتسكي (الحزب الاشتراكي)
- 1997 - 2000 : د. فيكتور كليما (الحزب الاشتراكي)
- 2000 - 2007 : فولفغانغ شوسل (حزب الشعب)
- 2007 - 2008 : ألفريد غوسنباور (الحزب الديمقراطي الاجتماعي)
- 2008 - [2016] : فيرنر فايمان (الحزب الديمقراطي الاجتماعي )
- [2016] - [2017]: كريستيان كيرن ( الحزب الديموقراطي الاجتماعي)
- [2017] - حتى الآن: سباستيان كورز (حزب الشعب)